# Ferdinando Barison
Ferdinando Barison (Padova, 9 aprile 1906 – Padova, 17 novembre 1995) è stato uno psichiatra italiano.
Direttore dell'Ospedale psichiatrico di Padova dal 1947 al 1971, è stato un esponente della psichiatria fenomenologica.

## Biografia
Dopo gli studi universitari, ottenne la libera docenza in malattie nervose e mentali. Vinto il concorso per ottenere la direzione del manicomio di Padova, ne diresse l'ospedale psichiatrico dal 1947 al 1971. Nel 1963 fondò e diresse la rivista Psichiatria generale e dell'età evolutiva e, nello stesso anno, divenne presidente dell'A.M.O.P.I. (Associazione Medici Ospedali Psichiatrici Italiani).
Dal 1969 al 1976 insegnò, come professore stabilizzato, neuropsichiatria infantile presso la Facoltà di Medicina e Chirurgia dell'Università di Padova (sezione di Verona) e psicopatologia come professore incaricato nella Facoltà di Psicologia di Padova. Presso la Clinica psichiatrica dell'università patavina tenne ogni anno seminari di psicopatologia. Fu vicepresidente e socio onorario della Società italiana di psichiatria, nonché socio fondatore e presidente onorario dell'associazione per il Rorschach.
Negli anni successivi al pensionamento, pubblicò i suoi principali scritti. Morì nella sua città natale, il 17 novembre 1995.

## Il pensiero

### Epistemologia ed ermeneutica
La psichiatria di Barison si ispira alla fenomenologia di Husserl, alla psicopatologia di Jaspers, alla filosofia di Heidegger (specialmente il "secondo") e all'ermeneutica di Gadamer. 
La psichiatria fenomenologica, alla quale Barison aderisce è diametralmente opposta alla psichiatria organicistica, approccio che lui qualifica utilizzando il termine epistemologia. Quest'ultima si costruisce sulla base di schemi nosografici e misurazioni psicometriche; a questo proposito, Barison sostiene che "facciamo della epistemologia [...] quando ci fermiamo alla descrizione dei comportamenti, quando applichiamo scale e questionari, cercando di ottenere dei dati quantificabili, quando studiamo sintomi obbiettivabili e quantificabili, ad esempio in malati organici, confusi o dementi, quando applichiamo casistiche, in certi studi epidemiologici ecc.". Limitandosi a studiare gli aspetti quantificabili e dando maggiore importanza alla componente organica, piuttosto che a quella psichica nello studio della malattia mentale, questo approccio psichiatrico assume, agli occhi di Barison, un carattere scientifico-causalistico. Il grande limite della psichiatria organicistica può essere trovato, dunque, nella sua stessa impostazione: essa tende a non considerare il malato come un essere, ma piuttosto come un insieme di sintomi classificabili, riconducibili ad una determinata categoria nosografica.
Cogliere l'essere del malato, invece, implica per Barison l'adottare una prospettiva di tipo ermeneutico. Essa è ripresa dalla filosofia di Gadamer e dal suo tentativo di andare oltre la conoscenza che può esserci restituita dal metodo scientifico, per arrivare a quella che, extrametodicamente (come ad esempio nell'esperienza di verità che facciamo nell'arte), avviene attraverso il dialogo. Non si tratta infatti semplicemente di realizzare, come auspicava Jaspers, una Einfühlung (una immedesimazione psicologica, un mettersi nei panni dell'altro); Barison lo nega a chiare lettere: "Nel groviglio autistico lo schizofrenico ci invia un messaggio analogo al linguaggio dell'artista: chiuso in una bottiglia, esso non sarà mai raccolto se non da coloro che sapranno rompere il vetro, attraverso un'attitudine di ascolto che sale ad un livello del tutto differente da quello di ciò che può definirsi “sensazione” (da un livello psicologico ad un livello ermeneutico)". Si tratta, in effetti, piuttosto, di vivere l'altra persona "in quanto si apra a me, nell'aprirsi che è nuovo anche per lui in quanto inerisce all'evento nuovo dell'incontro” dialogico. 
Attraverso il dialogo tra psichiatra e paziente, in definitiva, si tratta di instaurare quel circolo ermeneutico di cui parla Gadamer: una specie di "giro avvolgente, che lo psichiatra tenta verso un nucleo, che resta indicibile, ma è altamente significativo". Nucleo che appartiene in fondo "(se applichiamo concetti dell'ultimo Heidegger) al linguaggio non denotativo, al disvelarsi-nascondersi dell'essere, così ben simbolizzato nella «radura del bosco» [Lichtung]”. 
Insomma: l'ermeneutica sottintende la consapevolezza che le psicosi sono situazioni umane che non possono essere raggiunte attraverso un approccio solamente razionale/scientifico (nel senso della epistemologia, come la intende Barison): occorre passare necessariamente attraverso la mediazione dell'intuizione e della “decifrazione dei segni che riempiono di sé le espressioni verbali e non-verbali di ogni paziente”. Una psichiatria ermeneutica, quindi, è quella che cerca di comprendere i malati con i “come se” e con le metafore. In tal senso, per Barison, solo l'ermeneutica permette allo psichiatra di avvicinarsi all'incomprensibilità delle espressioni e dei comportamenti degli psicotici gravi così da “colmare, o almeno ridurre, la lontananza fra la [sua] foresta di segni e quella delle pazienti (e dei pazienti): nella ricostruzione di un comune orizzonte di vita” in cui entrambi, il medico e il malato, realizzano un aumento di essere nel "mirabile nuovo orizzonte che abbraccia due orizzonti". In effetti, "ogni profondo contatto operatore-paziente non può non essere un dialogo ermeneutico e quindi implicante "aumento" dell'essere, dei due protagonisti, come dice Gadamer, il quale dialogo avviene sul piano esistenziale di essere-con che è implicitamente fenomenologico".

### La schizofrenia come "plus"
Barison ha dedicato molti anni della sua vita allo studio della schizofrenia cercando di applicare a questa indagine i principi della sua fenomenologia ermeneutica ovvero tentando di cogliere non solo l'uniformità della patologia, ma anche e, soprattutto, l'unicità e l'irripetibilità dell'essere-nel-mondo di ogni persona schizofrenica.
L'approccio, per molti versi innovativo, di Barison alla malattia mentale l'ha persuaso a considerare la schizofrenia come un modo diverso e alternativo di essere: un aliter. Lo schizofrenico non è il malato, o meglio non è soltanto il malato: è l'essere umano che si presenta in molteplici forme e possibilità di vita, anche distorte e strane, una tra le quali è quella che chiamiamo malattia mentale. Il pensiero di Barison rappresenta, da questo punto di vista, un modo tutto nuovo di considerare l'essere schizofrenico, che cessa di essere quell'insieme di deficit, di elementi disordinati e senza senso che la psichiatria scientistica di matrice specialmente nordamericana ha sempre pensato come un minus. La comprensione della malattia o, come direbbe Barison, l'interpretazione ermeneutica di essa, "è allora [...] un contribuire alla «cosa» schizofrenicità, attraverso un linguaggio interiore, dei significati, del «come se», delle metafore, che rappresentano la verità di quel terzo universo che modifica noi e la cosa", un universo che, come si è visto, vede la convergenza dell'essere schizofrenico del malato e dell'essere dello psichiatra.
Per Barison attraverso l'ermeneutica si può raggiungere un obiettivo che in nessun altro modo può essere realizzato: il coglimento della positività schizofrenica. Essa consiste, sostanzialmente, nella creatività che lo schizofrenico dimostra di possedere nel momento in cui “mette in scena” quello che, agli occhi di un osservatore non malato, può sembrare uno spettacolo teatrale. L'atto dello schizofrenico - ad esempio il saluto - si carica infatti di condotte espressive (come gli inchini ripetuti o una smisurata enfasi) che per l'osservatore sono “false”, perché eccessivamente sentimentali, fuori luogo, esagerate; in questo caso il modo di salutare dello schizofrenico e la deformazione della realtà da lui operata diventano, agli occhi di Barison, “un qualche cosa di assurdo che ricorda l'arte” e che è riconducibile al teatro, in particolare al manierismo.
La creatività dello schizofrenico, dunque, sta proprio in questo: nell'esprimersi attraverso la teatralità manieristica “il cui scopo evidente è quello di annientare la realtà espressiva, di sfuggire il senso diretto deviando continuamente l'accento espressivo su di una cascata di comportamenti parassitati la cui efficacia espressiva viene a sua volta svuotata di senso”. Da qui l'idea che l'essere schizofrenico possa essere considerato tale solo quando rivela la sua verità artisticamente o, meglio, teatralmente. È “come se lo schizofrenico mirasse a negare ogni realtà umana per rifugiarsi nell'assoluto, in un teatro disinteressato senza spettatori, in cui rappresentare la sua esistenza irreale”. L'esasperazione della condotta espressiva (che risulta, dunque, ricca di sentimenti accessori, estranei e “distanti” dall'atto stesso) fa sì che il comportamento dello schizofrenico assuma il carattere dell'irrealtà: il comportamento creativo dello schizofrenico distrugge la realtà propriamente detta e ne crea una nuova, apparentemente “insensata” e, perciò, incomprensibile. Questa distruzione, che assume il carattere della ribellione nei confronti di una realtà vissuta drammaticamente perché troppo dolorosa, si realizza con l'adozione di una condotta manieristica la quale, per usare le parole di Barison, è “una protesta contro il reale e insieme un attivo modo di vivere l'irreale”. 
La teatralità manieristica dello schizofrenico è, così, una forma di esistenza umana, un modo di esprimersi che permette all'osservatore di rapportarsi con lo strano schizofrenico: “la creatività dello schizofrenico diventa, in definitiva, la sua straordinaria capacità di essere schizofrenico”.
Il modo diverso, alternativo di percepire e vivere il mondo - arricchendolo di elementi nuovi, originali e “bizzarri”, che creano una realtà altra, distante da quella propriamente definita tale - fa della schizofrenia un plus. I deficit, le mancanze e le distorsioni operate dallo schizofrenico, pur demolendo parte della realtà, sono i cardini sulla base dei quali lo schizofrenico crea il suo universo. Appare chiaro, a questo punto, che per Barison la schizofrenia non può essere un minus, poiché essa stessa “crea” un mondo misterioso, dove l'essere schizofrenico assume molteplici forme.
In definitiva, per Barison, essere schizofrenici consiste nell'essere Anders, ossia “diversamente”, “in altro modo”. L'incomprensibilità, la stranezza e la bizzarria di questo essere-diversamente arricchiscono il mondo e la vita dello schizofrenico: lo psichiatra di ispirazione fenomenologico-ermeneutica deve tentare di intravedere o cogliere l'apparire del chiarore della radura/Lichtung, nonostante la sua esistenza dipenda, inevitabilmente, da quella dell'ombra.

## L'assistenza psichiatrica
Durante i venticinque anni in cui diresse l'ospedale psichiatrico padovano, dotato di mille posti letto, Barison si distinse per la sua capacità di trasformarlo rendendolo uno degli ospedali “tra i più moderni e avanzati”. Egli infatti fu uno dei protagonisti della psichiatria di settore, combattendo nel corso degli anni 1960 e 1970 sul fronte di una riforma radicale dell'assistenza psichiatrica. La filosofia che guidava la politica del settore, uno dei più innovativi orientamenti psichiatrici sorto in Francia nel secondo dopoguerra, “partiva da una nuova concezione della malattia mentale: non più considerata fenomeno squisitamente individuale, bensì il risultato di una serie di distorti rapporti interpersonali e, dunque, anche indice di squilibrio sociale”. Il “settore” mirava a incrinare la centralità del manicomio nel trattamento del malato di mente, allo scopo di portare l'assistenza sul territorio sulla base di tre principi: quello di settorializzazione, secondo cui il territorio doveva essere diviso per unità geografiche corrispondenti ad un limitato numero di persone; quello della continuità terapeutica, secondo cui le persone dovevano essere seguite dalla stessa équipe durante e dopo la cura; e, infine, quello del primato extraospedaliero, che spostava la cura fuori dalle mura del manicomio.
Questa strategia fu dichiarata chiaramente da Barison a Napoli nella sua prolusione all'insediamento come presidente dell'A.M.O.P.I. nel 1963: “Un'assistenza psichiatrica nel suo pieno sviluppo dovrebbe comprendere anche tutti i vasti settori extra ospedalieri (dovrebbero addirittura divenire prevalenti rispetto alle «fasi» di assistenza ospedaliera) e così offrire ai medici larghi campi di viva esperienza psichiatrica nei diversi ambienti sociali”.

### Il servizio sociale
Tra i processi di rinnovamento dell'ospedale psichiatrico di Padova che la politica del settore propugnata da Barison portò con sé si inserì la presenza del servizio sociale, caratterizzato dalla messa in opera di un insieme di attività e atteggiamenti psicologici che costituirono il fondamento di una nuova socioterapia.
Fino agli anni cinquanta la socioterapia in Italia era stata niente più che una rivisitazione della tradizionale ergoterapia che, praticata fin dall'Ottocento, aveva avuto lo scopo di mantenere occupati i pazienti, all'interno dei manicomi, in lavori prevalentemente di tipo agricolo o artigianale. Dopo la seconda guerra mondiale, in seguito ad alcune pionieristiche esperienze europee, si manifestò la tendenza, da parte degli psichiatri più sensibili alle innovazioni, a pensare l'ergoterapia anche come strumento terapeutico per tenere vivo il senso della comunità e contrastare la graduale perdita delle facoltà psichiche ancora integre nei pazienti: in un articolo del 1953, per esempio, Giorgio Padovani, allora psichiatra presso l'Ospedale di Torino, scriveva: "con socioterapia si intende la promozione all'interno delle mura manicomiali di una vita collettiva che miri a creare un ambiente umano benevolo e socializzante". Inserendosi sulla scia di questa innovativa concezione della socioterapia, Barison lavorò a Padova per creare un gruppo di assistenti sociali che rinnovassero radicalmente il modo di portare avanti la terapia dei ricoverati in ospedale psichiatrico. Seguendo le indicazioni di Barison ogni Assistente Sociale Psichiatrico si interessava di un reparto e partecipava a riunioni settimanali con il medico e gli infermieri. In questo modo collaboravano tutti per l'organizzazione di varie attività terapeutiche (tra cui anche innovative forme di ludoterapia) nell'ambito dell'ospedale. “Si erano [...] formati tre gruppi terapeutici di attività, uno maschile chiamato “Gruppo Bar” e due femminili, “Atelier A” e “Atelier B”, con riunioni settimanali, ai quali partecipavano ammalati, infermieri e assistenti sociali”.
Mentre al mattino le assistenti sociali frequentavano i reparti, nel pomeriggio svolgevano visite domiciliari all'esterno dell'ospedale allo scopo di analizzare le relazioni che esistevano fra il malato e il suo nucleo familiare. Questo tipo di attività era ritenuto da Barison il più importante nel lavoro dell'assistente sociale. Grazie a queste visite il reinserimento del malato nella società e nella famiglia poteva essere più controllato. Interessanti, a questo proposito, alcune testimonianze di assistenti sociali appartenenti all'équipe padovana: “Barison voleva da noi sempre delle relazioni dettagliatissime sul nostro rapporto con i pazienti. Mi ricordo che, nei fine settimana, dopo che tutti gli altri erano andati via, lui si metteva ad esaminarli nel suo studio, il sabato e la domenica con un sottofondo di musica sinfonica. Leggeva tutte le nostre relazioni e metteva a tutte un commento”; e ancora: “Vorrei dire ancora una cosa di Barison, perché le dichiarazioni d'amore vanno gridate. Per me lui è stato un'esperienza di vita straordinaria per questa capacità di valorizzare le persone, perché intellettualmente era una persona eccezionale, quanto insignificante lo era dal punto di vista fisico. Ma era un genio. Fondamentalmente però, al di là che lui volesse perseguire dei risultati di lavoro sull'eccellenza, aveva questa capacità di aiutare tutti affinché anche gli altri arrivassero possibilmente a questo. Per me anche questa è un'apertura, io non so dire se questa è una forma di altruismo eccezionale, probabilmente no, è che lui voleva arrivare a dei significati di lavoro per tutti, di bravura spinta al massimo. Uno quindi si sentiva valorizzato per quello che faceva e quindi faceva il doppio, il triplo, il quadruplo…”.

### Gli infermieri
Nell'ambito di questa modernizzazione dell'ospedale psichiatrico, si inserì anche la modifica del ruolo dell'infermiere. Ferdinando Barison  - è interessante notarlo - scrisse negli anni '50 un Vademecum dell'infermiere, nel quale volle delineare il nuovo profilo di questa figura professionale all'interno di un ospedale psichiatrico che si andava modificando. Se fino a qualche tempo prima non era necessario che l'infermiere avesse una predisposizione all'assistenza e delle competenze mediche scientifiche, ora - scrive Barison - "è necessario [...] che il personale abbia quelle certe doti, che possieda quei certi requisiti che diano sicura garanzia che sia all'altezza di questi compiti". In particolare Barison richiedeva che egli avesse un certo grado di istruzione, spirito di sacrificio e di abnegazione, che fosse paziente, sveglio e attento, che fosse onesto e ligio al suo dovere, rispettoso del malato e del luogo di lavoro e che sapesse attendere alle mansioni ordinarie dell'infermeriere generico - quali la medicazione, la somministrazione di farmaci e l'applicazione delle cure. Ma queste qualità (che tutto sommato delineano niente più che il profilo di un tecnico competente) per Barison non erano sufficienti: l'infermiere doveva essere in grado anche di "osservare" il malato: guardare sia come ogni malato si relazionava con gli altri ricoverati, sia le sue variazioni di umore e di comportamento e riferirne giornalmente al medico. In questo modo l'infermiere diventava un continuatore dell'opera medica. E ciò non solo all'interno dell'ospedale, ma anche all'esterno, per cercare di modificare lo stereotipo che la gente comune crea e tende a mantenere nei confronti del malato di mente e dell'ospedale psichiatrico. 

Ecco allora il motivo per cui Barison, attento a tutto ciò che di nuovo si andava sviluppando in Italia nel campo dell'assistenza psichiatrica e facendosi carico dell'esigenza di una trasformazione della figura dell'infermiere, a partire dalla metà degli anni '60, si premurò di far partecipare i suoi infermieri agli stage CEMEA.  L'esperienza dei CEMEA (Centres d'entraînement aux méthodes d'éducation active), nata in Francia nel 1937 per l'addestramento dei monitori di colonia e adattata a partire dal 1949 al campo psichiatrico dagli psichiatri di ispirazione personalista Georges Daumézon e Germaine Le Guillant, era stata importata in Italia dal gruppo di giovani psichiatri fiorentini (ad esempio Franco Mori, Gianfranco Zeloni e Graziella Magherini) operanti nel capoluogo toscano presso il manicomio di San Salvi e vicini al gruppo di democristiani di sinistra guidati da Giorgio La Pira. Gli stage CEMEA erano quanto di più innovativo ci fosse in quegli anni per la formazione del personale infermieristico dei manicomi: partendo dal presupposto che l'introduzione negli ospedali psichiatrici degli psicofarmaci e della psicoterapia rendeva possibile un contatto con i malati che necessitava di un altro tipo di rapporto, non più custodialistico e di controllo, gli stage CEMEA, strutturati in corsi residenziali di una decina di giorni, si prefiggevano “di sensibilizzare sul piano educativo la funzione dell'infermiere, di addestrare al lavoro di collaborazione, nonché al superamento delle barriere gerarchiche all'interno del gruppo”.

Forti di queste esperienze, ecco allora che assistenti sociali, infermieri e medici, unitamente anche a uno psicoanalista, si incontravano regolarmente ogni settimana per una riunione di supervisione. "Lo sforzo era [quello di] rendere cosciente il personale di assistenza degli elementi di attività psicoterapica che venivano esercitati più o meno consapevolemente".. Lo psicoanalista in particolare cercava di aiutare gli infermieri e le assistenti sociali a prendere coscienza dell'aspetto psicoterapico delle attività di routine che essi svolgevano all'interno dell'ospedale e proponeva loro, anche, una "interpretazione del senso del comportamento degli ammalati".

### La deistituzionalizzazione del manicomio
Barison, in definitiva, a partire dalla fine degli anni '50 operò a Padova, sulla scorta del suo orientamento teorico fenomenologico, nella direzione di un rinnovamento socioterapico e comunitario della vita ospedaliera: gli operatori erano continuamente spronati verso l'incontro e la comunicazione con i malati, alla ricerca dei loro originali modi di essere-nel-mondo e all'infuori, quindi, degli schemi puramente nosografici. Tutto questo ebbe modo di riflettersi su tutti gli aspetti della vita dei malati ricoverati: un abbigliamento più curato e maggiormente personale, una libertà di movimento che consentiva ai pazienti di muoversi negli ambienti dell'ospedale (fu creato anche un bar interno all'ospedale condotto da infermieri con una formazione specifica alla psicoterapia di sostegno) senza il ricorso a permessi speciali, un incontro libero tra pazienti e familiari e tra pazienti dei due sessi.
In questo suo sforzo di umanizzazione della vita all'interno dell'ospedale psichiatrico, Barison si mantenne lontano dall'orientamento di Franco Basaglia, il quale, come si sa, invece che pensare a organizzare l'ospedale psichiatrico a servizio del paziente, mirava alla sua completa eliminazione. Tra i due non ci fu mai scontro aperto, ma Barison assunse un atteggiamento di silenziosa polemica nei confronti del collega veneziano: pensava che le innovazioni basagliane (l'apertura dei reparti, le riunioni con gli ammalati...) non andassero oltre i confini che lui aveva a Padova già raggiunto ben prima di Basaglia. Le loro due posizioni rimasero inconciliabili, come due modi diversi e alternativi di concepire la deistituzionalizzazione del manicomio.